# ベンジャミンバニーのおはなし
『ベンジャミンバニーのおはなし』 (The Tale of Benjamin Bunny ;1904)は、ビアトリクス・ポター作の絵本である。本作は1902年に発表されたピーターラビットのおはなしの続編にあたる。

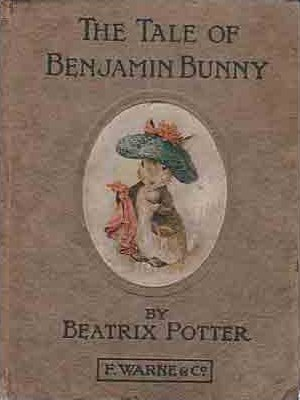

## あらすじ

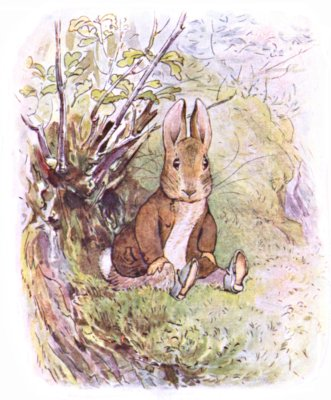

うさぎのベンジャミン・バニーはある朝、農家のマグレガーさんとその家族が馬車で出かけるのを目撃する。いとこのピーターの家に行くと、ピーターは靴を履かず、上着の代わりに赤いハンカチを身に付けていた。

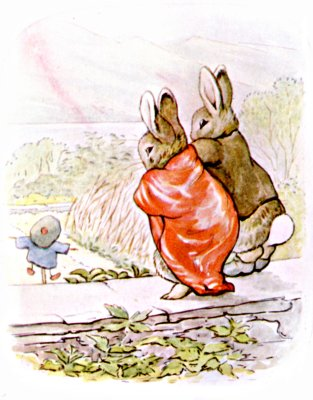

ピーターの上着と靴がマグレガーさんの畑の案山子に使われているのを知ったベンジャミンはピーターを連れて、梨の木を伝ってマグレガーさんの畑に入り込む。二人は案山子から上着と靴を取り返すが、雨に当たっていたために上着は少し縮んでいた。二人はピーターの着ていたハンカチにタマネギを包んで畑の反対側から帰ることにしたが、ピーターは以前マグレガーさんに追い回されたために落ち着かず、途中で何個かタマネギを落としてしまう。さらに二人は猫に遭遇してしまい大きな籠に隠れるが、猫は籠の上に乗り、その後5時間座り続ける。

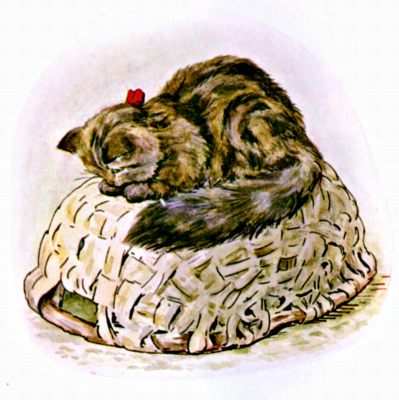

夕方になってもベンジャミンが帰ってこないため、ついにベンジャミンの父親が息子を探しに来る。彼は猫に襲い掛かって温室の中に閉じ込め、ピーターたちを助け出して家に連れて帰る。しばらくして帰ってきたマグレガーさんは畑に誰かが入り込んだ跡や猫が温室に閉じ込められているのを見つけて不思議がる。家に帰ったピーターは自分の上着を取り返してきたので母親に叱られずに済み、持ち帰ったタマネギは勝手口の天井に吊るして保管された。

## ピーターとベンジャミンの関係
本作では、嫌な思い出のために落ち着かないピーターをベンジャミンが冷静に先導しているが、後に発表されたキツネどんのおはなしでは、大人になったベンジャミンが子供を誘拐され取り乱すのをピーターが導いて奪還するのに一役買っており、二人の関係の変化が窺える。